# Caroline Playne
Caroline Elizabeth Playne (Forest Green, Avening, Gloucestershire, 2 maggio 1857 – Hampstead, 27 gennaio 1948) è stata una storica inglese.

## Biografia
Il suo libro più noto, The Neuroses of the Nations del 1925, fece ricorso a concetti della psicoanalisi freudiana per dare un'interpretazione della genesi della prima guerra mondiale.
Caroline Playne si avvicinò alla militanza pacifista prima del 1904, anno in cui divenne membro fondatore del Britain’s National Peace Council, creato per sostenere l'azione della corte internazionale dell'Aja. Nel 1908 prese parte al Congresso Internazionale per la Pace di Londra, e in quest'occasione fece la conoscenza della pacifista austriaca Bertha von Suttner, di cui anni dopo scrisse una biografia.
Allo scoppio della prima guerra mondiale, della quale aveva avuto a lungo il presentimento, la Playne si impegnò in attività di soccorso degli internati e dei prigionieri di guerra, proseguì come poté la militanza pacifista e raccolse una grande quantità di materiali e osservazioni sulla descrizione del contesto psicologico della società inglese durante la guerra. 
Dopo la guerra mise per iscritto le sue osservazioni in cinque volumi nei quali vi è il tentativo, ancora embrionale, di dare vita a una teoria psicologica e antropologica della guerra, e vi sono innumerevoli osservazioni di grande acutezza sulla vita sociale inglese prima e in tempo di guerra, grazie alle quali l'opera della Playne conserva quantomeno un cospicuo valore di documento.